# Vuelta a España
Vuelta a España, "Spanien Rundt", er et spansk etapecykelløb. Løbet hører sammen med Tour de France og Giro d'Italia til de tre store klassiske etapeløb, hvor Tour de France dog er det mest prestigefyldte.
Løbet blev første gang kørt i 1935, hvor 50 deltagere skulle gennemføre 3411 km på 14 etaper. I dag bliver løbet kørt hen over tre uger.
Vuelta a España blev tidligere kørt om foråret, men fra 1995 og fremefter har løbet fundet sted i september.
Den rytter der fører løbet, kører i en rød trøje. Ligesom i de andre etapeløb, er der også en særlig trikot til den førende rytter i bjergkonkurrencen, og til den bedste sprinter.
Tre ryttere har vundet løbet tre gange: Tony Rominger fra Schweiz (1992, 1993 og 1994), Roberto Heras fra Spanien (2000, 2003 og 2004) og Primož Roglič (2019, 2020 og 2021)

## Historie
Vueltaen blev afholdt første gang i 1935, og har været afholdt årligt siden 1955. Løbet varer tre uger på en varierende rute gennem Spanien. Det indledende løb (1935) havde 50 deltagere på en 3.411 kilometer lang rute, inddelt på kun 14 etaper. Dette gav et gennemsnit på over 240 km per etape. Inspireret af Tour de France og Giro d'Italias store succeser, og den store opmærksomhed der var på de sponsorerende aviser (henholdsvis L'Equipe og La Gazzetta dello Sport), besluttede Juan Pujol fra den dagligt udgivede Informaciones at oprette løbet for at få opmærksomhed til avisen.
Tidligere blev løbet afholdt i foråret, men siden 1995 er løbet blevet kørt i september. Ruten indeholder to enkeltstarter. Vueltaens afsluttende etape ender normalt i Spaniens hovedstad, Madrid.
I 1995 krydsede feltet for første gang Alto de l'Angliru i Asturien, et bjerg, der stiger 1572 over 12,9 km, med en stigning på op til 23,6% (ved Cueña les Cabres), hvilket gør stigning til en af de stejleste i Europa. Æren for at opdage og tilføje denne opstigning går til Miguel Prieto.
Den rytter, der fører den samlede stilling, kører iført den røde trøje, den spanske modpart til den gule førertrøje fra Tour de France. Andre trikoter hylder den bedste klatrer og den bedste sprinter, der bliver hyldet med en blå med gule fisk-trøje, der er sponsoreret af Spaniens fiskeindustri. Normalt bliver der også uddelt andre trøjer, såsom til den førende rytter i Metas Volantes (indlagte spurter) og for kombinationsklassementet.
Rekorden for flest sejre indehaves i øjeblikket af tre ryttere, Schweiz' Tony Rominger, der vandt tre på hinanden følgende Vueltaer i 1992, 1993 og 1994, og Roberto Heras fra Spanien, der vandt i 2000, 2003 og 2004. Heras vandt også i 2005, men blev diskvalificeret for brug af doping. Senest har Primož Roglič vundet løbet tre gange i 2019, 2020 og 2021.
Spanierne har domineret løbet med 26 ud af 57 mulige sejre. Frankrig, Belgien, Italien, Tyskland, Holland, Colombia, Irland, Rusland, Kasakhstan og Slovenien har haft vindere af førstepladsen.

### 2004-udgaven
Vueltaen i 2004 blev vundet af Roberto Heras. Halvvejs gennem Vueltaen i 2004 så det ud som en nem sejr for Heras, men i løbets sidste uge vandt hans landsmand Santiago Pérez to massive bjergetaper, og blev dermed en vigtig konkurrent. Til sidst vandt Heras dog, men med kun 30 sekunder ned til Pérez. Francisco Mancebo, også fra Spanien, tog tredjepladsen. Den første ikke-spanioler var Stefano Garzelli fra Italien, der sluttede som nummer 11. Pointkonkurrencen blev vundet af Erik Zabel fra Tyskland, bjergkonkurrencen af Félix Cárdenas fra Colombia og kombinationsklassementet af Roberto Heras. Kelme vandt holdkonkurrencen. Alessandro Petacchi, en italiensk sprinter, vandt fire etaper, men gennemførte ikke løbet. Pérez Fernández vandt tre etaper.

### 2005-udgaven
2005-udgaven af Vueltaen blev oprindeligt vundet af Roberto Heras, der dermed blev den første firefoldige vinder. To måneder efter løbet, annoncerede Vuelta-organisationen dog, at Heras havde testet positiv for det forbudte stof EPO. De positive tests var fra urinprøver taget før starten på 20. etape. Han blev efterfølgende diskvalificeret fra Vueltaen, og sejren blev givet til Denis Mensjov fra Rusland. Mensjov var også oprindeligt i front for løbet efter enkeltstarten, og lod ikke Heras undslippe indtil den sidste af de store bjergetaper. På den etape havde Heras flere stærke holdkammerater i et udbrud, og brugte disse til at tage en stor føring, efter han havde rystet Mensjov af sig. Mensjov blev betydeligt handikappet af at havde en meget svagere hold, der ikke var i stand til at hjælpe med at minimere tidstabet til Heras.

### 2010-2020
I 2017 vandt Chris Froome som den første rytter, siden løbet blev flyttet til efteråret, Tour de France 2017 og Vueltaen i samme sæson.

### 2020-
I 2021 vandt Magnus Cort tre etaper (6, 12 og 19) og blev kåret som den mest angrebsivrige rytter.
I 2022 vandt Mads Pedersen tre etaper (13, 16 og 19) og den grønne trøje.

## Vindere af Vuelta a España
51 ryttere, fordelt på 10 nationer, har vundet Vueltaen. Flest sejre har Tony Rominger og Roberto Heras, hver med tre godkendte sejre. Første vinder af løbet i 1935 blev Gustave Deloor.
Som nation har Spanien tegnet sig for flest sejre, 26 i alt. Hvis man ser på holdene skiller det legendariske 1990'er-hold Team ONCE sig ud med fire sejre, heraf tre i træk.